# Romasanta – Im Schatten des Werwolfs
Romasanta – Im Schatten des Werwolfs (Originaltitel Romasanta, La caza de la bestia) ist ein spanischer Horrorfilm aus dem Jahr 2004. Alternativtitel des im deutschen Sprachraum am 22. Juni 2006 auf DVD veröffentlichten Films ist Romasanta – Auf den Spuren der Bestie. Die Serienkiller-Story basiert auf tatsächlichen Ereignissen.

## Handlung
Spanien im Jahre 1851: Eine grausame Mordserie versetzt ein Dorf in Angst und Schrecken. Bestialisch zugerichtete Leichen werden im nahegelegenen Wald gefunden und versetzen die Bewohner in Angst und Schrecken. Überall ist die Rede von Wölfen, die sich im angrenzenden Wald aufhalten und nachts ihr Unwesen treiben sollen. An den Leichen werden Bisswunden gefunden, die Legende der Werwölfe lebt deshalb wieder auf. Doch die Toten weisen neben ihren Bissverletzungen auch präzise Schnittwunden auf. Man ist sich darum nicht sicher, ob hier wirklich ein Werwolf am Werk ist oder ein brutaler Mörder in den Wäldern von Allariz sein Unwesen treibt.
Der reisende Krämer Manuel Romasanta, seine Frau Maria, deren Schwester Barbara und seine Tochter Teresa wohnen in einer abgelegenen Hütte im Wald. Sie packen jedoch bald darauf ihre Sachen, um in die nächste Stadt zu ziehen, nachdem ein Wolf ihr Heim aufsuchte. Barbara wird jedoch wegen Feindseligkeiten mit ihrer Schwester Maria zurück- und damit alleingelassen. Wenig später taucht Manuel wieder auf und berichtet von ihrem neuen Leben. Doch was Barbara anfangs nicht weiß: Ihre Schwester ist schon längst tot und sie in größter Gefahr.
Manuel Romasanta wirkt zwar wie ein geistreicher Gentleman – ein gesegneter Mann, der den Armen, Alten und Schwachen hilft. Doch in Wahrheit ist der stilvolle gutaussehende Kaufmann jedoch alles andere als das. Er ist ein Wahnsinniger, der Frauen erst misshandelt und dann tötet, um unter anderem danach aus ihrem Körperfett Seife oder ähnliche Substanzen herzustellen. Noch ahnt niemand, dass dieser Gentleman die Ursache hinter all den brutalen Frauenmorden ist, die das Land seit einigen Jahren erschüttern und die Legende vom fürchterlichen Wolfsmann nähren.
Die unterdrückte Liebe zwischen der schönen Barbara und Romasanta beginnt schließlich zu erblühen. Beide erleben, trotz der vorangegangenen Tragödie um den Tod ihrer Schwester und ihrer Nichte, wunderschöne Tage zusammen und das „Knistern“ zwischen den beiden wird immer lauter. Barbara kann den Tod ihrer Familie und ihre Zweifel jedoch nicht unterdrücken. So gerät sie bei ihren Nachforschungen bald selbst in Gefahr und nach einem missglückten Anschlag erkennt sie, dass auch sie nun in Lebensgefahr schwebt.
Sie begegnet dann auf ihrer Flucht einem Mann namens Antonio, der behauptet, gemeinsam mit Romasanta bereits mehrfach getötet zu haben. Als sie dann von den ermittelnden Gesetzeshütern, der spanischen Königin, sowie dem Geisteswissenschaftler Prof. Phillips erfährt, dass Romasanta inzwischen zum gesuchten Massenmörder avanciert ist, tut sie sich mit den Jägern nach Romasanta zusammen, um den „Teufel“ dingfest zu machen und so den Mord an ihrer Familie sowie anderen Frauen und Kindern zu sühnen.
Als Romasanta von seinem letzten potenziellen Opfer, der jungen Barbara, schließlich entlarvt, der Polizei ausgeliefert und verhaftet wird, gibt er der Öffentlichkeit eine makabre Erklärung für seine Verbrechen: Er behauptet, dass er ein Werwolf sei und das Werkzeug dunkler Mächte wäre.

## Kritik
Lexikon des internationalen Films: „Solide inszenierte, opulent ausgestattete Mischung aus Horrorfilm und Thriller.“
Kino.de: „Geschliffenes Serienkillerdrama trifft respektvoll zitierten Horrormythos in diesem vorläufigen Höhepunkt und kleinen Meisterwerk aus Brian Yuznas und Julio Fernándezs Fantastic Factory. Basierend auf einer wahren Geschichte!“

## Hintergrund
Die Filmhandlung basiert auf einer wahren Geschichte: Manuel Blanco Romasanta, ein fahrender Kaufmann der spanischen Region Galicien, wurde 1852 wegen des Mordes an 15 Menschen angeklagt, einschließlich Barbara Garcias Schwestern und deren Kinder.
Romasanta sagte aus, dass er und ein Mann namens Antonio gemeinsam tatsächlich als Werwölfe mehrmals getötet hätten. Die wahre Existenz und Identität Antonios konnte jedoch nie bewiesen werden.
Nach Erhalt eines Briefes von Professor Phillips, der besagte, dass Romasanta an Lykanthropie leidet, änderte Königin Isabel II. das Todesurteil in eine lebenslange Haftstrafe um. Während Romasanta nun auf eine vollständige Begnadigung wartete, starb er auf ungeklärte Weise im Gefängnis.